# تو و من (ترانه لیدی گاگا)
تو و من (به انگلیسی: Yoü and I) یک آهنگ توسط خواننده پاپ آمریکایی لیدی گاگا است. این آهنگ، به عنوان چهارمین سینگل از دومین آلبوم استودیویی گاگا یعنی این‌گونه زاده شده‌ام در تاریخ ۲۳ اوت ۲۰۱۱ منتشر شد.

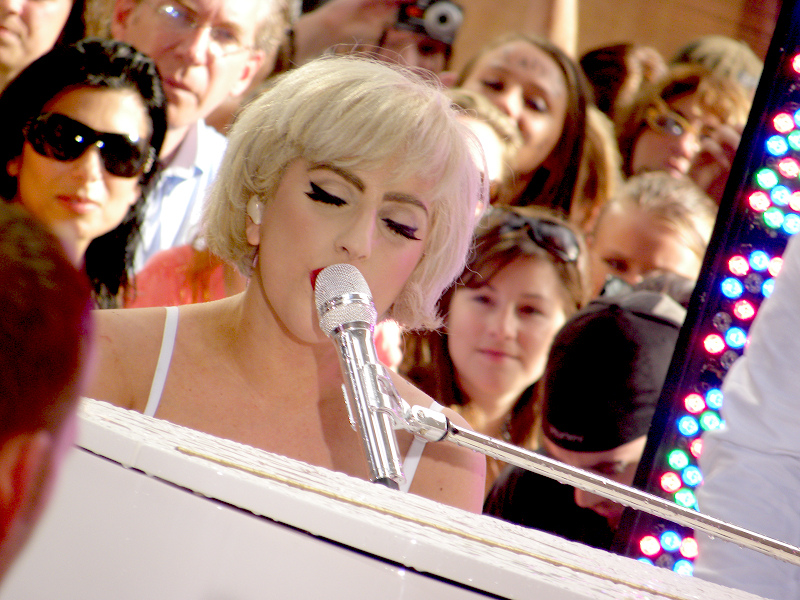
لیدی گاگا در حال اجرا "تو و من" قبل از ضبط و انتشار ترانه در برنامه تودی در ۹ ژوئیه ۲۰۱۰